# Битка код Хризопоља
Битка код Хризопоља вођена је 18. септембра 324. године у Малој Азији између Константина и Ликинија. Представља једну од битака Константина Великог које је водио ради преузимања власти над целом државом.

## Битка
Неколико месеци раније Лициније је поражен у биткама код Хадријанопоља и Хелеспонта. Потом се повлачи у Малу Азију. Константин са својим снагама прелази Босфор и креће ка Халкедону. Војске су се сукобиле код Хризопоља. Константин је наредио напад и потпуно разбио Лицинијеву војску. Према хришћанским наводима, Лицинијеве паганске трупе су пред битку молиле римске богове док су Константинови ратници на штитовима користиле лабарум који је заплашио Лицинијеве људе. Лициније се повлачи у Никомедију где неколико месеци касније абдицира и предаје се Константину. Тако је Константин укинуо систем тетрархије и формално постао једини цар Рима.